# شهرستان جوئل (کانزاس)
شهرستان جوئل، کانزاس (به انگلیسی: Jewell County, Kansas) شهرستانی در ایالات متحده آمریکا است که در کانزاس واقع شده‌است.